# 弗萊徹海崖
弗萊徹海崖（英語：Fletcher Bluff），是南極洲的海崖，位於葛拉漢地的阿德萊德島，處於利奧塔爾山西北面6公里，海拔高度約800米，現時由南極條約體系管理。

## 外部連結
. . United States Geological Survey.   [2012-03-27].
67°36′S 68°42′W / 67.600°S 68.700°W